# Cascada d'Anníbal
La Cascada d'Anníbal és un salt d'aigua del terme comunal dels Banys d'Arles i Palaldà, de la comarca del Vallespir, a la Catalunya del Nord. És a prop i a migdia del poble dels Banys d'Arles i també a prop i al nord de les Gorges del Montdony, darrere mateix del principal establiment termal del poble.